# Чэнь Чансин
Чэнь Чанси́н (кит. трад. 陳長興, упр. 陈长兴, пиньинь Chén Chángxīng, 1771—1853) - потомок в 14 поколении известной семьи Чэнь, принадлежал к 6-му поколению занимающихся боевым искусствам этой семьи. Широко признан как значительная фигура в боевых искусствах и известен как учитель тайцзицюань. Чэнь Чансин довольно загадочная личность, вызвавшая много исторических разногласий. Наиболее известен он тем, что обучал знаменитого специалиста тайцзицюань Ян Лучаня, но слишком много споров о том, какой именно стиль боевых искусств передал за пределы семьи Чэнь Чансин.
Некоторые полагают что Чэнь Чансин практиковал стиль боевого искусства вне семейной традиции семьи Чэнь, который получил от учителя по имени Цзян Фа. Другие считают что Чэнь Чансин переработал традиционные техники семьи Чэнь в свой собственный стиль и обучал ему Ян Лучаня и других. И те и другие успешно объясняют почему тайцзицюань практикуемый последователями Ян Лучаня существенно отличается от техники современного стиля Чэнь, но обе теории не имеют твердых подтверждений и оставляют много места для споров.
Говорят Чэнь Чансин имел независимый характер и получил прозвище «Господин Табличка Предков» видимо за идеально прямую осанку. В «Генеалогии семь Чэнь» он упоминается как инструктор боевого искусства, но не указано какой именно стиль он преподавал.